# Płacmistrz armii (Wielka Brytania)
Płacmistrz armii (ang. Paymaster of the Forces), urząd ministerialny w Wielkiej Brytanii zajmujący się sprawami finansowania wojsk. Uznawany za jeden z najbardziej lukratywnych urzędów, nieczęsto jednak wchodził w skład gabinetu. Został zniesiony w 1836 r.

## Lista płacmistrzów armii
- 1661–1676 : Stephen Fox
- 1676–1679 : Henry Puckering Newton
- 1679–1680 : Stephen Fox
- 1680–1682 : Nicholas Johnson i William Fox
- 1682–1685 : Charles Fox
- 1685–1702 : Richard Jones, 1. hrabia Ranelagh
- 1702–1714 : John Howe
- 1714–1715 : Robert Walpole
- 1715–1720 : Henry Clinton, 7. hrabia Clinton
- 1720–1721 : Robert Walpole
- 1721–1722 : Charles Cornwallis, 4. baron Cornwallis
- 1722–1730 : Spencer Compton, 1. baron Wilmington
- 1730–1743 : Henry Pelham
- 1743–1746 : Thomas Winnington
- 1746–1755 : William Pitt Starszy
- 1755–1756 : Henry Vane, 1. hrabia Darlington, i Thomas Hay, wicehrabia Dupplin
- 1756–1757 : Thomas Hay, wicehrabia Dupplin, i Thomas Potter
- 1757–1765 : Henry Fox, 1. baron Holland
- 1765–1766 : Charles Townshend
- 1766–1767 : Frederick North, lord North, i George Cooke
- 1767–1768 : George Cooke i Thomas Townshend
- 1768–1782 : Richard Rigby
- 1782–1782 : Edmund Burke
- 1782–1783 : Isaac Barré
- 1783–1784 : Edmund Burke
- 1784–1789 : William Grenville
- 1789–1791 : Constantine Phipps, 2. baron Mulgrave, i James Graham, markiz Graham
- 1791–1800 : Dudley Ryder i Thomas Steele
- 1800–1801 : Thomas Steele i George Canning
- 1801–1803 : Thomas Steele i Sylvester Douglas, 1. baron Glenbervie
- 1804–1806 : George Rose i Charles Somerset
- 1806–1807 : Richard Temple-Grenville, hrabia Temple, i lord John Townshend
- 1807–1813 : Charles Long i Charles Somerset
- 1813–1817 : Charles Long i Frederick Robinson
- 1817–1826 : Charles Long
- 1826–1828 : William Vesey-FitzGerald
- 1828–1830 : John Calcraft
- 1830–1834 : Lord John Russell
- 1834–1835 : Edward Knatchbull
- 1835–1836 : Henry Parnell